# Jessica Cosby
Jessica Cosby Toruga (ur. 31 maja 1982 w Los Angeles) – amerykańska lekkoatletka, młociarka.
Przeprowadzone wyrywkowo (poza zawodami), 28 sierpnia 2009, testy antydopingowe wykazały u Cosby obecność niedozwolonego środka – Hydrochlorotiazydu. Na zawodniczkę nałożono karę dwuletniej dyskwalifikacji, którą jednak później skrócono do 4 miesięcy.

## Osiągnięcia
- srebro młodzieżowych mistrzostw NACAC (Sherbrooke 2004)[2]
- złoty medal mistrzostw NACAC (San Salvador 2007)[3]
- 7. miejsce podczas mistrzostw świata (Berlin 2009)
- 11. miejsce podczas mistrzostw świata (Daegu 2011)
- medalistka mistrzostw NCAA (w tym złoto w pchnięciu kulą w 2002)
- wielokrotna mistrzyni kraju

W 2008 reprezentowała USA podczas igrzysk olimpijskich w Pekinie, gdzie w eliminacjach spaliła wszystkie trzy próby odpadając z dalszej rywalizacji. W 2012 podczas igrzysk w Londynie zajęła 14. miejsce w eliminacjach i nie awansowała do finału.

## Rekordy życiowe
- rzut młotem – 74,19 (2012) do 2013 rekord Stanów Zjednoczonych